# Mark Antokolski

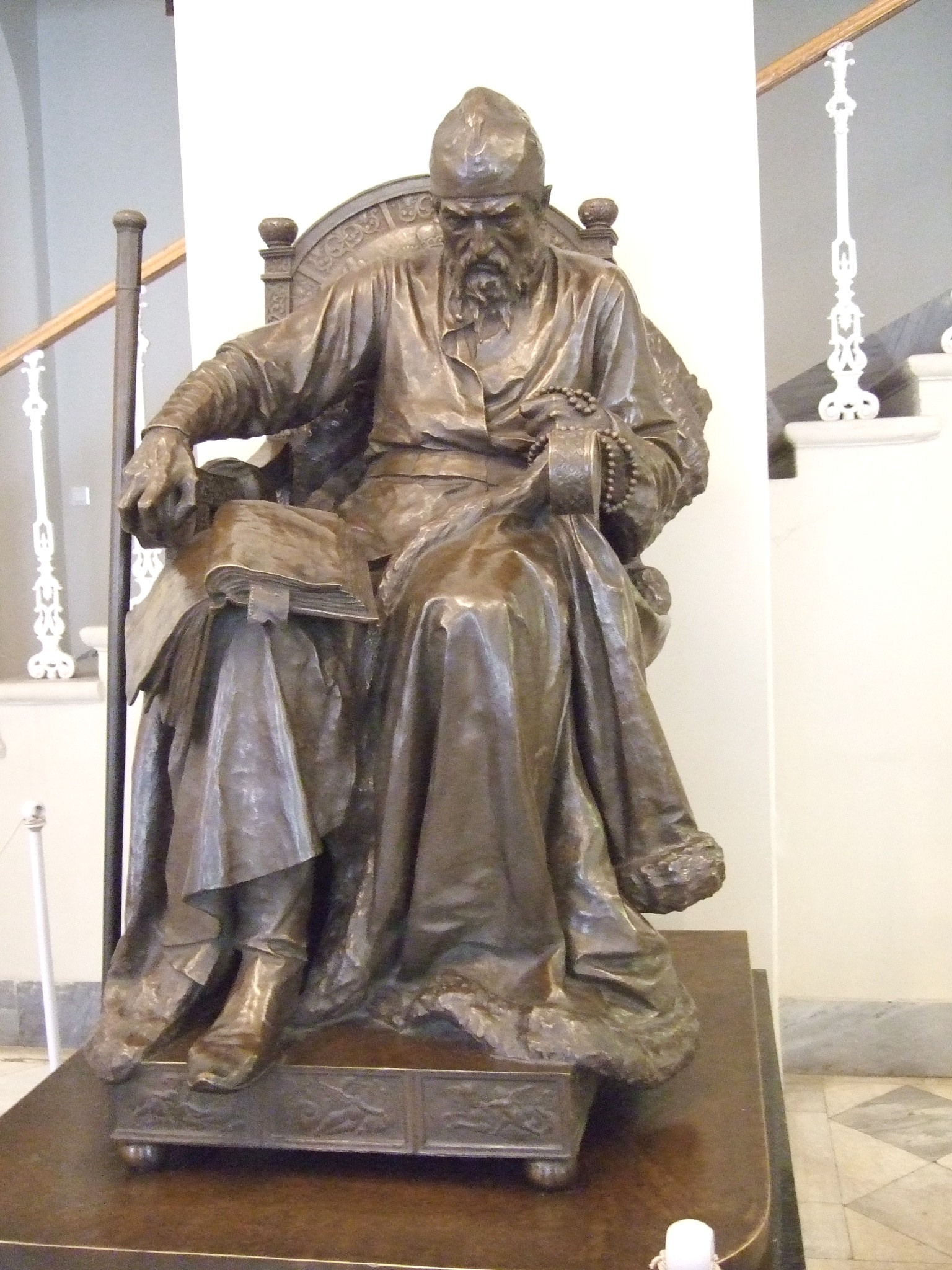
Ivan el Terrible por Antokolski.

Mark Matvéievich Antokolski (en ruso: Марк Матвеевич Антокольский), Vilna, 2 de noviembre de 1843 - 9 de julio de 1902 en Bad Homburg, cerca de Fráncfort del Meno, fue un escultor ruso, admirado por la complejidad psicológica de sus obras históricas y célebre en su país.

## Biografía
Mark Matvéievich Antokolski nació bajo el nombre de Mórduj Mátysovich Antokolski en una familia judía pobre de siete hijos. Antokolski estudió en la Academia Imperial de Bellas Artes de San Petersburgo (1862-1868). Sus primeras obras escultóricas trataban temas judíos, como: El sastre judío, Natán el Sabio, La Inquisición contra los judíos. Mark Antokolski cree que la escultura es un ideal social y humano.
Entre 1868-1870, Mark Antokolski vivió en Berlín. Realizó en 1870 la estatua de Iván el Terrible que fue adquirida para el Museo del Hermitage por el zar Alejandro II de Rusia, que la compró por la considerable suma de 8.000 rublos, y nombró a Mark Antokolski miembro de la Academia de Artes de Rusia.
Para mejorar su débil estado de salud, viajó a Italia en 1871 con su discípulo Iliá Guíntsburg, luego se trasladó a París durante seis años.
En Roma, Antokolski completó la estatua de Pedro el Grande para Peterhof en 1872, así como unas copias para las ciudades de Taganrog y Arjánguelsk. En 1878, Antokolski expone la mayor parte de sus obras en la Exposición Universal de París, donde ganó la medalla de oro y la Legión de Honor. En 1880, una exposición individual del artista se celebra en San Petersburgo y se le da el título de profesor.
La enfermedad progresa en el artista, que pasa gran parte de su tiempo en el Lago Maggiore en Italia, pero todavía trabaja en París, donde permaneció hasta el final de su vida. Fue allí donde realizó las estatuas siguientes:
- Spinoza (1881)
- Mefistófeles (1884)
- Yaroslav I el Sabio (1889)
- El Cronista Néstor (1889)
- Yermak Timoféievich (1891)

Murió en Bad Homburg, durante una estancia en esta ciudad balneario alemana cerca de Fráncfort del Meno.